# Cantó de Châtillon-sur-Marne
El cantó de Châtillon-sur-Marne és un cantó francès del departament del Marne, situat al districte de Reims. Té 19 municipis i el cap és Châtillon-sur-Marne.

## Municipis
- Anthenay
- Baslieux-sous-Châtillon
- Belval-sous-Châtillon
- Binson-et-Orquigny
- Champlat-et-Boujacourt
- Châtillon-sur-Marne
- Courtagnon
- Cuchery
- Cuisles
- Jonquery
- Nanteuil-la-Forêt
- La Neuville-aux-Larris
- Olizy
- Passy-Grigny
- Pourcy
- Reuil
- Sainte-Gemme
- Vandières
- Villers-sous-Châtillon

## Història
| Data d'elecció                           | Identitat            | Partit                         | Qualitat |
| ---------------------------------------- | -------------------- | ------------------------------ | -------- |
| 1945-1967                                | Henri Macquart       | SFIO                           |          |
| 1967-1979                                | M. Jagot-Lacoussière | UDR, després RPR               |          |
| 1979-1992                                | Georges Doyen        | PS                             |          |
| 1992-                                    | Françoise Férat      | UDF, després MoDem, després AC |          |
| les dades anteriors no són pas conegudes |                      |                                |          |
|                                          |                      |                                |          |

## Demografia
| A partir de 1990: Població sense dobles comptes |